# 我王伝
『我王伝』（がおうでん）は、2018年1月31日公開の日本映画。キャッチコピーは「我は王なり」。原田龍二主演。『我王伝 第二章』、『我王伝 最終章』も劇場公開され、DVDリリース全3巻。

## 概要
神奈川で一本独鈷を貫く神代組（原田龍二）のシマを狙う龍侠会（小沢和義）、中宮組（川原英之）の三つ巴を描く。

## キャスト
神代組
- 原田龍二：二代目神代組組長 迫田銀次（酔いどれ銀次）
- 松田一三：二代目神代組若頭 吉川正行
- 阿部吉宏：二代目神代組若頭補佐 阿部吉宏
- 木曽さんちゅう：二代目神代組本部長 根津春雄
- 波岡一喜：二代目神代組組員 大村卓也
- 小沢仁志：二代目神代組相談役 渡辺大地
- 誠直也：初代神代組組長 神代一郎

龍侠会
- 加納竜：龍侠会会長 幸島忠宗
- 小沢和義：龍侠会理事長 今泉組組長 今泉誠司
- 奈良坂篤：龍侠会理事長補佐 二代目幸島組組長 西田清虎
- 川本淳市：龍侠会今泉組若頭 石田明

中宮組
- 川原英之：中宮組組長 中宮忠也
- 成松慶彦：中宮組若頭 飯塚直人
- 佐田正樹（バッドボーイズ）：中宮組若頭補佐 田浦仁

山本組
- 野口雅弘：山本組組長 山本影豊
- 遠藤要：山本組幹部 平野進

その他
- 大沢樹生：松本アニマルクリニック院長 松本一心
- 風谷南友：松本アニマルクリニック看護師 長井由紀
- 原明日夏：クラブパンコール ホステス 南莉奈
- 吉田祐健：神奈川県警 暴力団対策課課長 宮崎正光
- 松崎イワオ

## スタッフ
- 監督・編集：土持幸三
- 企画：ワールドムービープロダクション
- 営業総括：人見剛史（オールイン エンタテインメント）
- プロデューサー：天海武尊、山鹿孝起
- ポストプロダクションプロデューサー：小川幸一
- 脚本：土持幸三、晦日師走、山鹿孝起、エムP
- 題字：いずみ和紗
- 撮影師：長田勇市
- 撮影：小川真司
- 録音：飴田秀彦、郡弘道
- 音楽・音楽監督：住吉昇
- オープニング曲「THORN」作曲：LOKA
- エンディング曲「After touch」作詞：kosuke 作曲：The Reminder 歌：The Reminder
- 助監督：冨永拓輝
- 監督助手：村田剛志、大高麻衣子
- 衣裳：廣谷愛
- メイク：上田忍
- 擬闘：玉寄兼一郎、岩井潤一
- ガンエフェクト：浅生マサヒロ
- スチール：ヤマタカ
- 車輌：池田知久
- 山梨コーディネーター：田中尚仁
- 制作：ワールドムービープロダクション
- 製作：「我王伝」製作委員会
- 販売元：オールイン エンタテインメント

## DVDリリース
- 我王伝 第一章（2018/2/25）
- 我王伝 第二章（2018/4/25）
- 我王伝 最終章（2018/6/25）